# Perla Tuk
Perla Tuk era un Hobbit de la Comarca, perteneciente a las obras del escritor J. R. R. Tolkien. Nacida en el año 2975 de la Tercera Edad, primera hija de Paladin Tuk y Eglantina Ribera, hermana mayor de Peregrin, Pervinca y Pimpinela Tuk.

## Historia
Ella asistió junto a su familia a la gran fiesta de despedida de Bilbo Bolsón en septiembre del año 3001 de la Tercera Edad.
Según se dice, Perla trabajaba para Lalia La Grande, como su asistente, matriarca de los Tuk, y fue la responsable de empujar su silla de ruedas el día en el que ocurrió el desgraciado accidente que acabó con la vida de Lalia (que murió al caerse de la silla de ruedas). Según Perla, por torpeza de ella, la silla se atascó provocando que Lalia se cayera. Por este motivo, no se le permitió a Perla a asistir a la fiesta que se celebró en honor del nuevo Thain Ferumbras III. Eso sí, se cuenta que a partir de entonces, Perla era vista con un precioso collar de perlas que había sido parte de la herencia de los Tuk.
Muchos han sospechado que la muerte de Lalia fue intencional y no un accidente, ya que era muy mangoneadora y en ocasiones grosera. Esto habría provocado que muchos le guardaran rencor, y que verla muerta fuera una de las cosas que más desearan.
Otra versión de la historia, es que Ferumbras, el hijo de Lalia, le encargó a Perla acabar con la vida de su madre para así poder ser el Thain, prometiéndole riquezas. En cuyo caso el collar de perlas.